# Phil Joel
Philip Joel Urry, más conocido como Phil Joel, es un productor y cantautor neozelandés de música cristiana. También es conocido por ser bajista y cantante de la banda de rock cristiano Newsboys.

## Biografía
Phil Joel, originario de Auckland, Nueva Zelanda, fue vocalista y guitarrista de una banda llamada Drinkwater en Nueva Zelanda. Aunque tenía poca experiencia tocando el bajo, los Newsboys le ofrecieron un puesto como bajista en agosto de 1994. En su momento, él dijo:
"Ya sé cómo tocar una guitarra de seis cuerdas, cuatro deberían ser pan comido"
Durante su estancia con la banda, también cantó como segunda voz y en algunas canciones fue la voz principal.
En junio de 2000, Phil Joel lanzó su primer álbum como solista, Watching Over You, con el sello "Inpop Records".
Su segundo álbum en solitario,  Bring It On, fue lanzado en noviembre de 2002 también en Inpop récords.
Este lanzamiento contiene gran parte de contenido autobiográfico, de experiencias con obras misioneras en países del tercer mundo. El álbum fue promovido por el "Strangely Normal Tour", donde también se presentaban otros músicos como Luna Halo, Earthsuit, y Katy Hudson.
Su tercer álbum, The Deliberate People fue lanzado el 18 de noviembre de 2005, en conjunción con Heather Joel y su entonces recién fundado ministerio cristiano, "deliberatePeople".
El sitio web de su ministerio deliberatePeople ofrece un calendario de un año planeado para lectura de la Biblia y una guía de oración. Los planes para leer la Biblia en 12 meses o en 6 meses están disponibles en su sitio web de forma gratuita. El ministerio también tiene notas, entradas de diario y puntos de vista que corresponden al calendario de lectura bíblica de un año, a partir del 1 de enero de 2006.
Su esposa Heather es una expresentadora de  All Access y Hit Trip en CMT. Phil conoció a Heather en una estación de radio en su natal Kansas cuando estuvo en el país seis semanas. En 1996 se casaron y posteriormente tuvieron dos hijos: Elizabeth Phynley, nacida el 15 de octubre de 2000 y Philip Eden (Eden), nacido el 5 de abril de 2004.
El 30 de diciembre de 2006, Phil Joel anunció que se retiraría de los Newsboys de forma definitiva, con el fin de dedicar más tiempo a proyectos personales y a su familia. Posteriormente, a mediados de enero del 2007, se anunció que Phil Joel estaba en el estudio terminando el CD de los deliberateKids que fue programado para ser lanzado 1 de mayo de 2007. Indelible Creative Group Archivado el 2 de mayo de 2010 en Wayback Machine..
En septiembre de 2008, Phil Joel lanzó su quinto disco en solitario titulado  The New Normal El CD es su tercer álbum producido por su propio sello discográfico "deliberatePeople".
Joel se integró al equipo de Focus on the Family para producir el Family Fight Night Tour
En otoño de 2010, Phil Joel lanzó un nuevo CD llamado deliberateKids2 en el cual, su amigo y compañero de banda, Peter Furler, toca la batería. En 2012, Joel y Furler se integraron para la gira Winter Jam 2012 tour.
En 2018, Joel y Furler se integraron a la banda Newsboys para la gira Newsboys United tour el 14 de febrero del 2018

## Discografía

### Álbumes
- Watching Over You (Inpop Records, 2000)
- Bring it On (Inpop Records, 2002)
- The deliberatePeople. Album (deliberatePeople, 2005)
- deliberateKids (deliberatePeople, 2007)
- The New Normal (deliberatePeople, 2008)
- deliberateKids 2 (deliberatePeople, 2010)
- Playlist (deliberatePeople, 2012)

### Sencillos
- "God Is Watching Over You" (2000, Watching Over You)
- "Strangely Normal" (2000, Watching Over You)
- "Author of Life" (2000, Watching Over You)
- "Be Number One" (2000, Watching Over You)
- "I Adore You" (2002, Bring It On)
- "Resolution" (2002, Bring It On)
- "No Longer" (2002, Bring It On)
- "The Man You Want Me to Be" (2002, Bring It On) – Billboard de canciones Cristianas #22
- "Changed" (2006, The deliberatePeople. Album)